# Fliegenglas
Ein Fliegenglas oder Fliegenfangglas, auch Wespenglas, ist eine traditionelle Form der Insektenfalle. Es besteht aus einer meist verkorkten Glaskaraffe mit nach innen gestülptem Boden, der in der Mitte ein kleines Loch hat, so dass um das Loch herum eine Rinne gebildet wird. Zusätzlich befinden sich unter dem Boden kleine Füße, die für einen Abstand zwischen Boden und Standfläche sorgen, falls das Fliegenglas nicht aufgehängt wird. Nach einem ähnlichen Prinzip funktionieren Reusen zum Fangen von Wassertieren oder Vögeln.
Zur Anwendung wird in die Falle eine Flüssigkeit gegeben, die die Insekten anlockt. Für Fliegen und Wespen sind Fruchtsaft, Limonade, Honigwasser oder ähnliche süße Flüssigkeiten geeignet. Um zu vermeiden, dass Bienen angelockt werden, sollte man den süßen Ködern etwas Bier hinzugeben. Schmeißfliegen werden durch Wasser mit Fleisch- oder Fischresten vermischt angelockt, Tau- oder Obstfliegen durch Essigwasser.
Vom Geruch der Flüssigkeit angelockt, gelangen die Insekten durch das Bodenloch ins Gefäß, finden aber nur selten wieder heraus, da sie instinktiv in Richtung Licht fliegen – deshalb ist die Falle aus Glas. Nach einiger Zeit ertrinken sie in der Flüssigkeit.
Während Fliegengläser früher weit verbreitet waren, sind sie im 20. Jahrhundert weitgehend durch Fliegenfänger, Insektizide und Elektrofallen ersetzt worden. Einige handwerkliche Glasbläsereien stellen sie bis heute her, meist in der traditionellen, mundgeblasenen Form.
Eine frühe, detaillierte Beschreibung eines invertierten Fliegenglases (Öffnung oben) findet sich in der Oeconomischen Encyclopädie von 1778.
Im Wörterbuch der Brüder Grimm heißt es, das Fliegenglas sei ein „glas mit engem halse, in dem sich fliegen fangen“. Dieser Ausdruck werde auch bildlich genutzt, etwa wenn sich Menschen durch Versprechungen einlullen lassen. Ludwig Wittgenstein verwendete das Fliegenglas in seinen Philosophischen Untersuchungen ebenfalls bildlich: „Was ist dein Ziel in der Philosophie? Der Fliege den Ausweg aus dem Fliegenglas zeigen“ (§ 309).

## Abwandlungen

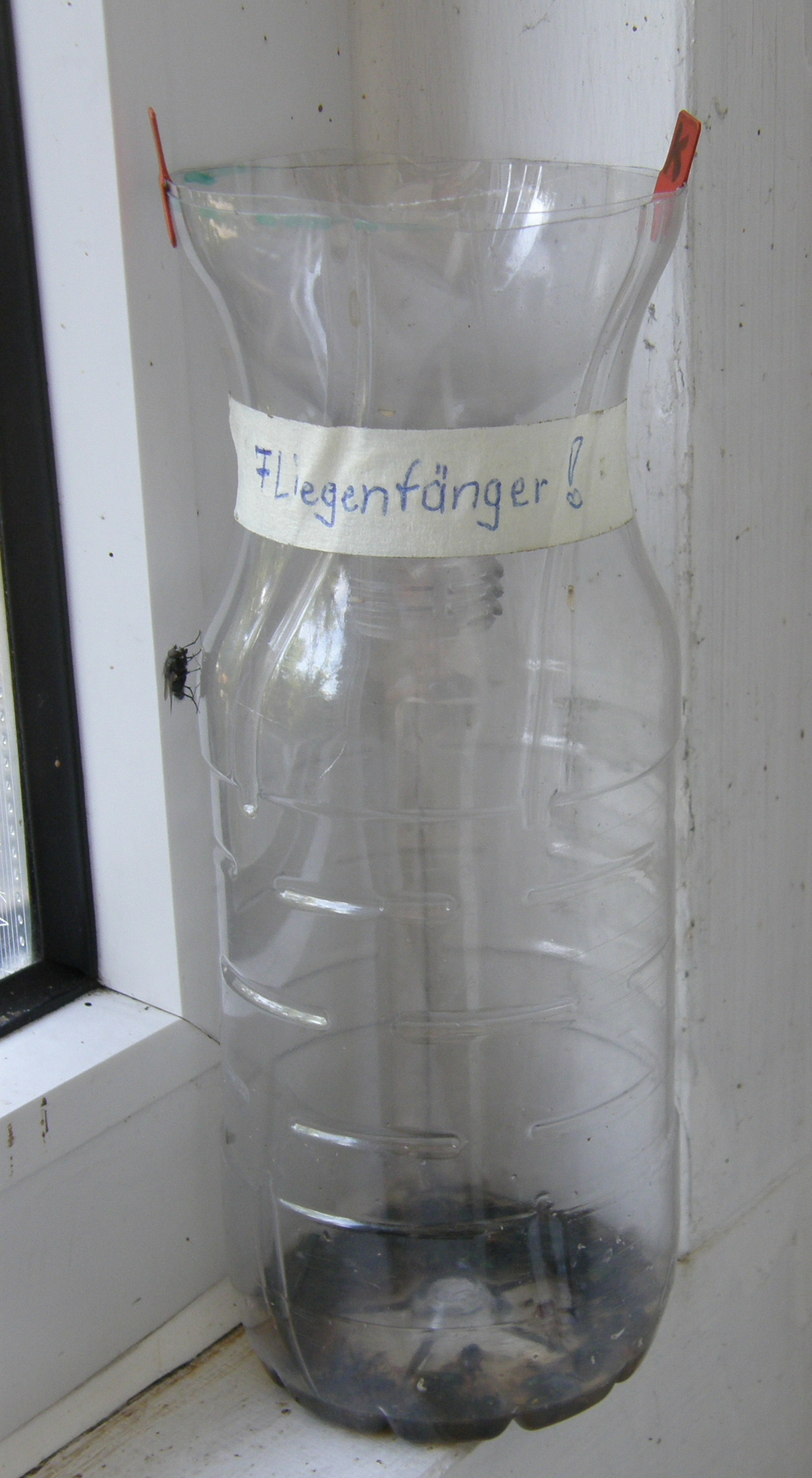
PET-Flasche als Fliegenfänger
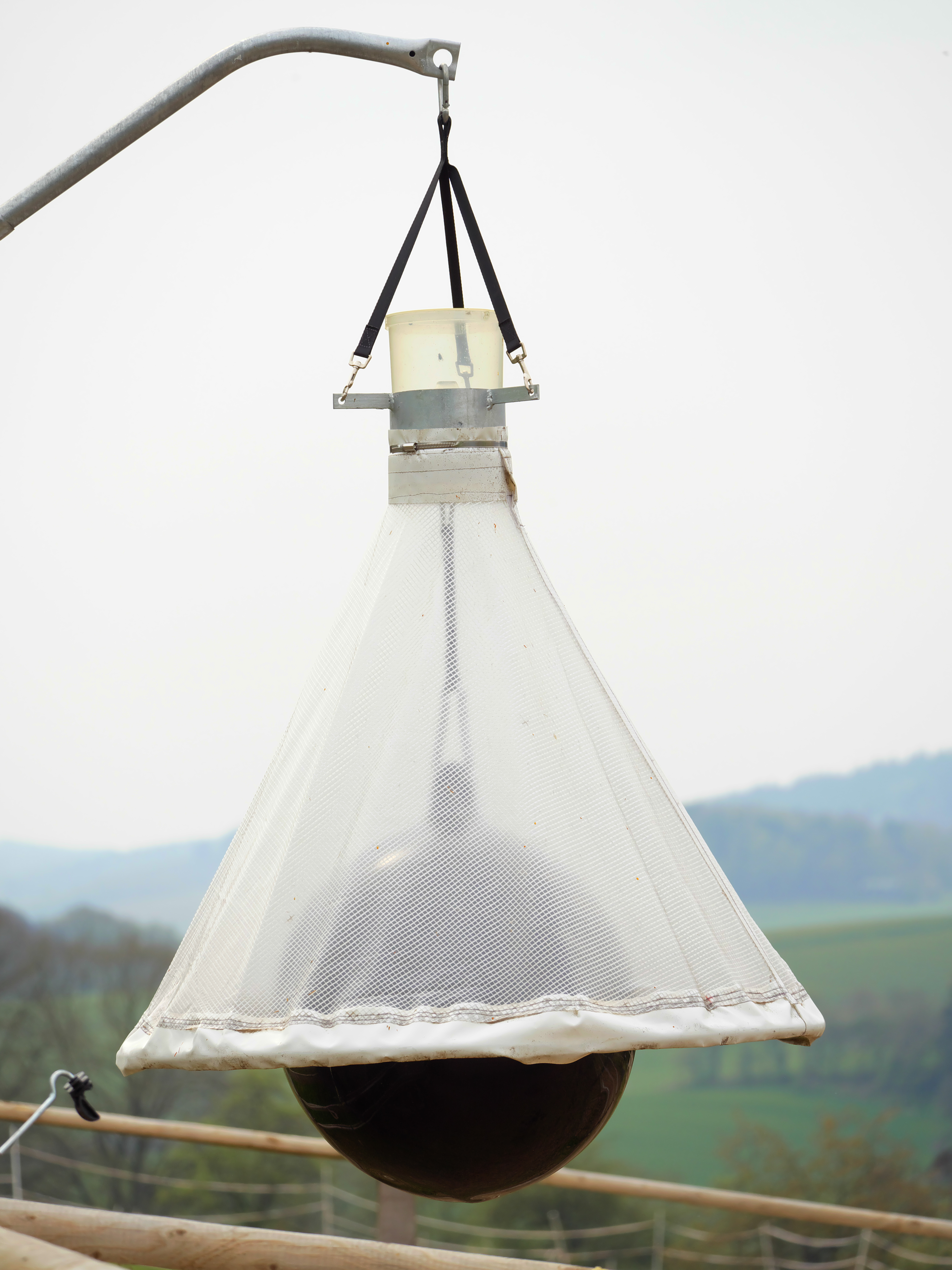
Pferdebremsenfalle
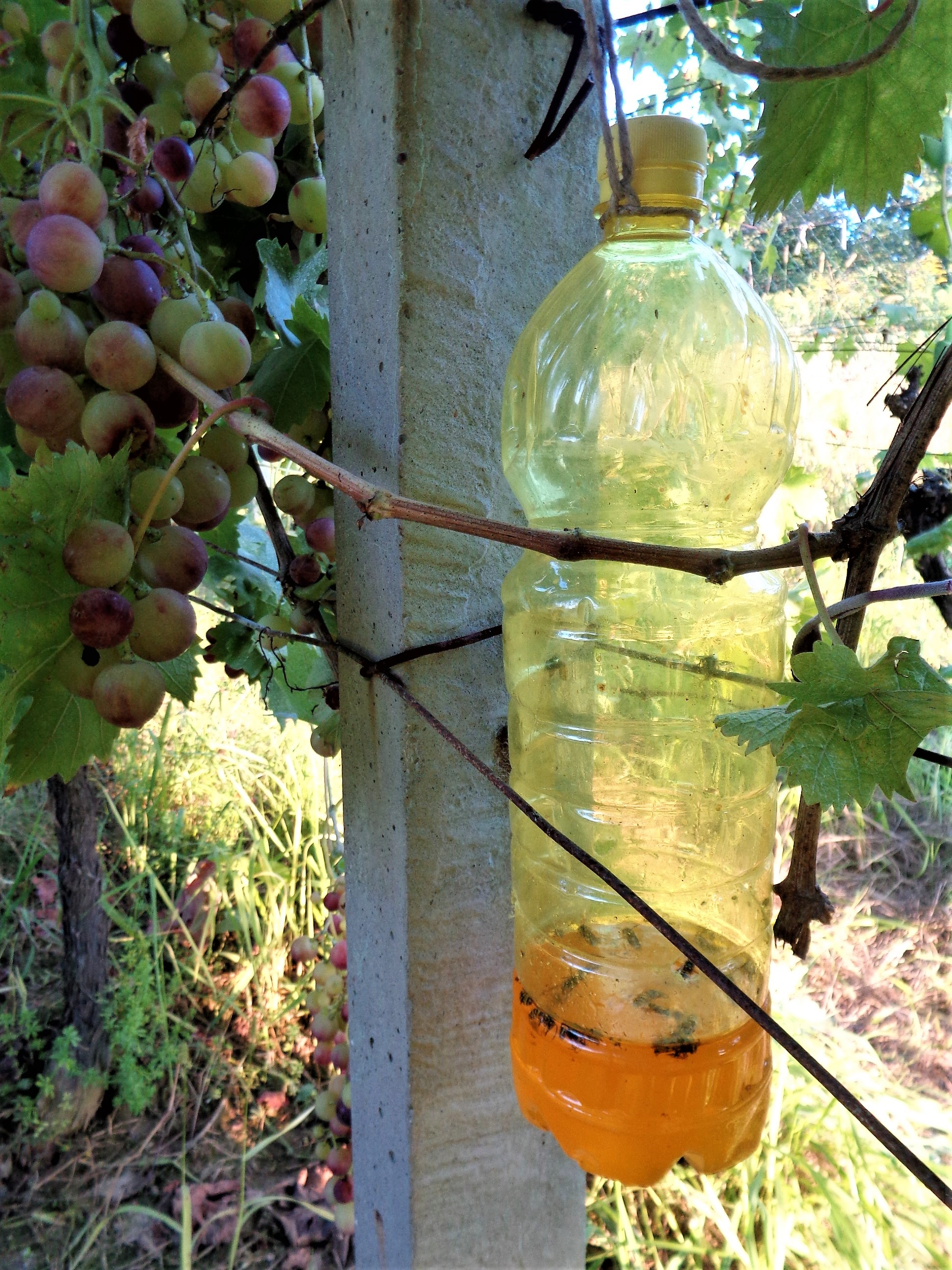
PET-Flasche als Wespenglas

Mittels einer umgebauten PET-Flasche lässt sich auf einfache Art ein Fliegenfänger bauen. Als Lockstoff dienen Zuckerwasser, aufgelöster Kandiszucker, Limonade, Bier, Hefe etc.
Ein ähnliches Prinzip wird verwendet, um Pferdebremsen zu fangen. Eine schwarze Kunststoffkugel ohne chemischen Lockstoff soll das Hinterteil eines Pferdes vortäuschen und die Insekten anlocken. Nach dem Landen können die Insekten nur nach oben steigen, wo sie durch ein trichterförmiges Netz in einen Fängerbehälter geleitet werden, aus welchem sie dann nicht mehr herauskommen können.

## Kritik
Wespen sind nach dem Bundesnaturschutzgesetz geschützt, als wild lebende Tiere dürfen sie nicht mutwillig beunruhigt, gefangen, verletzt oder getötet werden.
Auch andere Bestäuber wie Bienen, Hummeln oder Schwebfliegen, die von diesen Fallen angelockt werden können, sind vom Insektensterben betroffen.